# Федір Весна
Федір Весна (рус. Федор Весна, Fedor Wesna, Chwiedor Viosna) — наближений польського короля Ягайла, його сокольничий (відповідно до «Літописця великих князів литовських»). Найімовірніш, він був православним і не визначавсь якимось знатним походженням.
Дослідник Олег Ліцкевич потрактовує його за зрущеного балта, отожсамлюючи зі згаданим в Торунських анналах дядьком, себто вихователем, Ягайла на ймення Ходор (лат. Codar patrui Yagell) — одним з учасників змови супроти Кейстута літа 1382 року (в ВКЛ здавна побутував звичай «дядькування», коли спадкоємців великородних сімейств оддавали дрібним нобілям або селянам на тимчасове виховання). 
У джерелах Федір подибується яко власник Новосілок, розташованих понад річкою Ошмянкою непоодаль Жупран (Novam villam alio nomine in vulgari Nowesyolo nuncupatam, quam olim quidam Wyesna tenuit et possedit), й прозиваних від його імені зарівно Вешниками (пол. Wieszniki). Також значиться поручителем перед князем Скиргайлом за незвісного ближче Гридька Костянтиновича, щоправда, без титулу і жодної посади й на доволі низькій позиції порівняно з іншими поручителями. Саму ж грамоту було видано близько 1389/90.   
По кончині кн. Уляни Олександрівни 17 березня 1392 року, але не пізніше серпня господар призначив служебника намісником Вітебської землі, чим покривдив Свидригайла, що лічив її своєю вотчиною по кужелю. За свідченнями літописців, молодший Ольгердович «не могъ терпѣти», що Ф. Весна обладує градом «не зъ его послушенства», а тому пізньою зимою чи ранньою весною 1393 захопив місто й повелів того вбити. Згідно з твердженням хроніста XVI століття Мацея Стрийковського, бідолаху низринули із замкових мурів, так що той скрутив собі шию. Те саме повторює й Хроніка литовська і жомойтська. Щоправда, звістки про сей епізод доволі плутані, рясніють анахронізмами на кшталт пасажу о тім, що Свидригайло заручивсь допомогою лівонців й руських бояр, а також підбунтував козаків — ледве чи випадає говорити про їхню надійність. Як не без слушності завважив британський історик Роберт Фрост, подібного штибу вияви ворохобного норову князя даватимуться взнаки протягом усього його життя.  
Коли ж про скоєне довідався Ягайло, то сильно засмутився, і надіслав Вітовтові грамоту із велінням одомстити. Отож, великий князь та Скиргайло зібрали до червня військо з Литви й Руси, і рушили в похід. Найперш були взяті Друцьк та Орша, а затим при помочі раті Юрія Святославича Смоленського здобутий Вітебськ. Самого ж Свидригайла при тому ймили, допровадивши к Кракову в почесну неволю.   